# Puszkinia
Puszkinia (Puschkinia Adams) – rodzaj roślin z rodziny szparagowatych. W zależności od ujęcia systematycznego wyróżnia się tu jeden (puszkinia cebulicowata – zarazem gatunek typowy) lub dwa gatunki. Występują one dziko w rejonie Kaukazu.

## Systematyka
Pozycja systematyczna rodzaju według APweb (aktualizowany system APG III z 2009)
Rodzaj z podrodziny Scilloideae Burnett (plemię Hyacintheae podplemię Hyacinthinae) z rodziny szparagowatych w obrębie szparagowców. W poprzedniej wersji systemu (APG II z 2003) zaliczany wraz z obecną podrodziną Scilloideae do rodziny hiacyntowatych. 
Pozycja rodzaju w systemie Reveala (1993–1999)
Gromada okrytonasienne (Magnoliophyta Cronquist), podgromada Magnoliophytina Frohne & U. Jensen ex Reveal, klasa jednoliścienne (Liliopsida Brongn.), podklasa liliowe (Liliidae J.H. Schaffn.), nadrząd Lilianae Takht., rząd amarylkowce (Amaryllidales Bromhead), rodzina hiacyntowate (Hyacinthaceae Batsch), rodzaj puszkinia (Puschkinia Adams).
Gatunki
- Puschkinia libanotica Adams – puszkinia cebulicowata
- Puschkinia peshmenii Rix & Mathew

## Uprawa
Roślina najlepiej rośnie zarówno na stanowiskach półcienistych jak również w pełnym słońcu (gdzie rośnie najlepiej, wymaga przynajmniej 1h wystawy na słońce w ciągu dnia). Wymaga przepuszczalnych gleb z obojętnym pH. Kwitnienie przypada na okres marca i kwietnia (rośliny kwitną nawet w niskich temperaturach). Zależnie od temperatury, puszkinie należy podlewać umiarkowanie, jednak w cieplejszych dniach wymaga podlewania nawet co 2-3 dni. Polecana jest do sadzenia na rabatach i skalniakach.